# Питтмен, Яна
Яна Пи́ттмен (англ. Jana Pittman; род. 9 ноября 1982 года, Сидней, Австралия) — австралийская спортсменка, двукратная чемпионка мира (2003 и 2007) в беге на 400 метров с барьерами. В 2014 году выступала на зимних Олимпийских играх в Сочи в качестве разгоняющей в бобслее.

## Биография
Яна Питтмен родилась 9 ноября 1982 года в Сиднее (Австралия). Питман окончила «Matthew Pearce Primary School» и «Mount St Benedict College».
Яна — троюродная сестра дайвера Мелиссы Ву.

## Карьера
Она соревновались до апреля 2006 года под своей девичьей фамилией Питтмен, а затем под фамилией мужа Роулинсон, и в 2009 году, после распада её брака, как Питтмен-Роулинсон.
Питтмен выиграла 400 м с барьерами в 1999 году на молодёжном чемпионате мира в Быдгоще и стала чемпионом высоких частот[что?] в 200 м, 400 м и 400 м с барьерами на чемпионате страны того же года. В 2000 году она стала первой женщиной, выигравшей 400 м препятствий в любой двойной «ИААФ» или «МОК» чемпионатов — в 2000 году чемпионат мира среди юниоров в Сантьяго (Чили).
Согласно сообщениям СМИ Австралии вследствие преследовавших её травм, спортсменка решила завершить свою карьеру в лёгкой атлетике и переключиться на парный бобслей. Она уже участвовала в международных соревнованиях: в январе 2013 года она заняла 7-е место в Альтенберге и 14-е в Кёнигсзе и собирается принять участие в зимних Олимпийских играх 2014 в Сочи.

## Личная жизнь
В 2006—2009 и вновь в 2010—2011 года Яна была замужем за атлетом Крисом Роулинсоном. В этом браке Питтмен родила своего первенца — сына Корнелиса Леви Роулинсона (род.14.12.2006).
У Яны было два выкидыша и ей был поставлен диагноз предракового состояния шейки матки, но в 2014 году ей удалось забеременеть с помощью ЭКО и донора спермы и в результате она родила своего второго ребёнка и первую дочь — Эмили Питтмен (род.13.04.2015). В январе 2017 года с помощью ЭКО и донора спермы Питтмен родила третьего ребёнка и вторую дочь, которую назвали Джемима Питтмен.
В 2020 году вышла замуж за австралийского бизнесмена Пола Гэтворда. 10 ноября 2020 года у пары родился сын Чарльз Брайан Питтмен-Гэтворд.